# Niepokoje kogucika
Niepokoje kogucika (ros. Злостный Разбиватель Яиц) – radziecki krótkometrażowy film animowany z 1966 roku w reżyserii Iriny Gurwicz.

## Fabuła
Bajka o koguciku, który umiał znaleźć wyjście z trudnych sytuacji życiowych. Pewnego razu spotkał na swojej drodze uroczą kurkę i odtąd razem pokonywali trudności życiowe.

## Obsada (głosy)
- Zinowij Gerdt

## Animatorzy
Władimir Piekar, Mark Drajcun, Władimir Dachno, Władimir Gonczarow, Jefriem Prużanski, Adolf Piedan